# Scharrenbergerheide
Scharrenbergerheide, teils auch Scharrenberger Heide genannt, hieß bis in das 19. Jahrhundert ein Wohnplatz der Bürgermeisterei Merscheid, der sich etwa an der Stelle der heutigen Berliner Brücke im Stadtteil Ohligs befand. Teile des Ortes fielen in den 1860er Jahren dem Bahnbau zum Opfer, der übrige Ort ging einschließlich der katholischen Kirche St. Joseph in der expandierenden Stadt Ohligs auf. Die Ortsbezeichnung ist seitdem nicht mehr gebräuchlich.

## Lage und Beschreibung
Scharrenbergerheide lag südlich des heutigen Solinger Hauptbahnhofes im Stadtteil Ohligs und erstreckte sich (in heutigen Straßennamen ausgedrückt) etwa von der oberen Hackhauser Straße über die Berliner Brücke bis zur Neptun- bzw. Steinstraße im Osten. Der Ort wurde teilweise durch die beiden Bahnstrecken überbaut, alte Bausubstanz des Ortes befindet sich noch rund um die katholische Kirche. Benachbarte Ortslagen sind bzw. waren (von Nord nach West): Hüttenhaus, Suppenheide, Wahnenkamp, Siebelskamp, Untenmankhaus, Scharrenberg, Neuenufer, Barl, Nassenweg und Bockstiege.

## Geschichte
In der Karte Topographia Ducatus Montani, Blatt Amt Solingen, von Erich Philipp Ploennies von 1715 ist der Ort noch nicht verzeichnet. In der Topographischen Aufnahme der Rheinlande von 1824 erscheint er als Scharrenbergerheid. Der Name nimmt Bezug auf die südlich gelegene und deutlich ältere Hofschaft Scharrenberg. Scharrenbergerheide ist in der Preußischen Uraufnahme von 1844 als Scharrenbergerheide aufgeführt. Der Ort gehörte seit 1808 zur Honschaft Merscheid.
Nach Gründung der Mairien und späteren Bürgermeistereien Anfang des 19. Jahrhunderts war der Ort Teil der Bürgermeisterei Merscheid, die 1856 zur Stadt erhoben und im Jahre 1891 in Ohligs umbenannt wurde.
1815/16 lebten 27, im Jahr 1830 31 Menschen im als Weiler bezeichneten Wohnplatz. 1832 war der Ort weiterhin Teil der Honschaft Merscheid innerhalb der Bürgermeisterei Merscheid, dort lag er in der Flur VIII. Wieveldick. Der nach der Statistik und Topographie des Regierungsbezirks Düsseldorf als Hofstadt kategorisierte Ort besaß zu dieser Zeit vier Wohnhäuser und fünf landwirtschaftliche Gebäude mit 24 Einwohnern, davon vier katholischen und 20 evangelischen Bekenntnisses. Die Gemeinde- und Gutbezirksstatistik der Rheinprovinz führt den Ort 1871 mit 36 Wohnhäusern und 264 Einwohnern auf.
Die Bergisch-Märkische Eisenbahn-Gesellschaft (BME) trassierte ab dem Jahre 1863 die Bahnstrecke Gruiten–Köln-Deutz in Nord-Süd-Richtung von Caspersbroich bis Landwehr quer durch das heutige Solinger Stadtgebiet und teilte dabei das Stadtgebiet der damaligen Gemeinde Merscheid in zwei Hälften. Die Trassierung machte unter anderem den Bau von Dämmen nötig, um die Täler von Itter und Lochbach zu überspannen. Der Bahnhof Ohligs-Wald, der heutige Hauptbahnhof, entstand an dieser Strecke auf freiem Feld bei der Hofschaft Hüttenhaus. Bei Scharrenbergerheide zweigte eine Stichbahnstrecke zum Solinger Bahnhof Weyersberg ab, die ebenfalls 1867 eröffnet wurde. Scharrenbergerheide ist auf nachfolgenden Kartenwerken, wie etwa der Topographischen Karte des Regierungsbezirks Düsseldorf von 1871, bereits nicht mehr verzeichnet. Lediglich Bahnstrecke und Bahnhof sind dort an gleicher Stelle abgebildet. In der Karte vom Kreise Solingen aus dem Jahr 1875 des Solinger Landmessers C. Larsch ist der Ort als Scharrenbergerfeld zwischen den Bahngleisen verzeichnet, während in der Karte des Landmessers August Hofacker von 1898 der Bereich um die Scharrenbergerheide bereits durchgängig bebaut und mit dem Ohligser Stadtzentrum zusammengewachsen ist. Eine Ortsbezeichnung wird für diesen Bereich nicht mehr aufgeführt. Als der Verkehr auf der Merscheider Bezirksstraße zunahm, die Ohligs über Hüttenhaus mit Merscheid verband und zu Anfang noch höhengleich die Bahnstrecke kreuzte, sollte der Verkehr nach dem Wunsch der Bahnverwaltung über eine neue, südlich gelegene Brücke über beide Bahnstrecken umgeleitet werden. Diese Brücke entstand an der Scharrenbergerheide, aus ihr ging nach Ausbau in der Nachkriegszeit die heutige Berliner Brücke hervor.
Bereits 1862, noch vor dem Bau der Bahnstrecke, wurde an der Scharrenbergerheide eine erste katholische Kirche in Ohligs errichtet. Die Ohligser Katholiken hatten bis dahin zur Walder Gemeinde St. Katharina gehört, waren aber bemüht, in Ohligs eine eigene Pfarrei einzurichten. Da die Gemeinde bis in die 1880er Jahre stark gewachsen war, wurde sie 1887 schließlich durch den Kölner Erzbischof zur selbstständigen Pfarrei erhoben. Ab 1891 wurde eine neue, vergrößerte Kirche an gleicher Stelle errichtet, die 1894 samt neuem Kirchturm fertiggestellt war, die heute noch vorhandene Kirche St. Joseph.
Mit der Städtevereinigung zu Groß-Solingen im Jahre 1929 wurde Scharrenbergerheide ein Teil Solingens. Die Ortsbezeichnung ist jedoch in keinem Stadtplan mehr verzeichnet und auch nicht mehr gebräuchlich. Das noch vorhandene verschieferte Fachwerkhaus an der Steinstraße 21 steht seit 1987 unter Denkmalschutz.